# Emys
Emys är ett släkte av sköldpaddor som beskrevs av den franske zoologen André Marie Constant Duméril 1805. Emys ingår i familjen kärrsköldpaddor.

## Arter
Arter enligt Catalogue of Life:
- Emys marmorata
- Emys orbicularis
- Emys trinacris

The Reptile Database listar ytterligare en art:
- Emys blandingii